# Liesek
Liesek (ungarisch Ljeszek, polnisch Lesek) ist eine Gemeinde in der Nordslowakei.

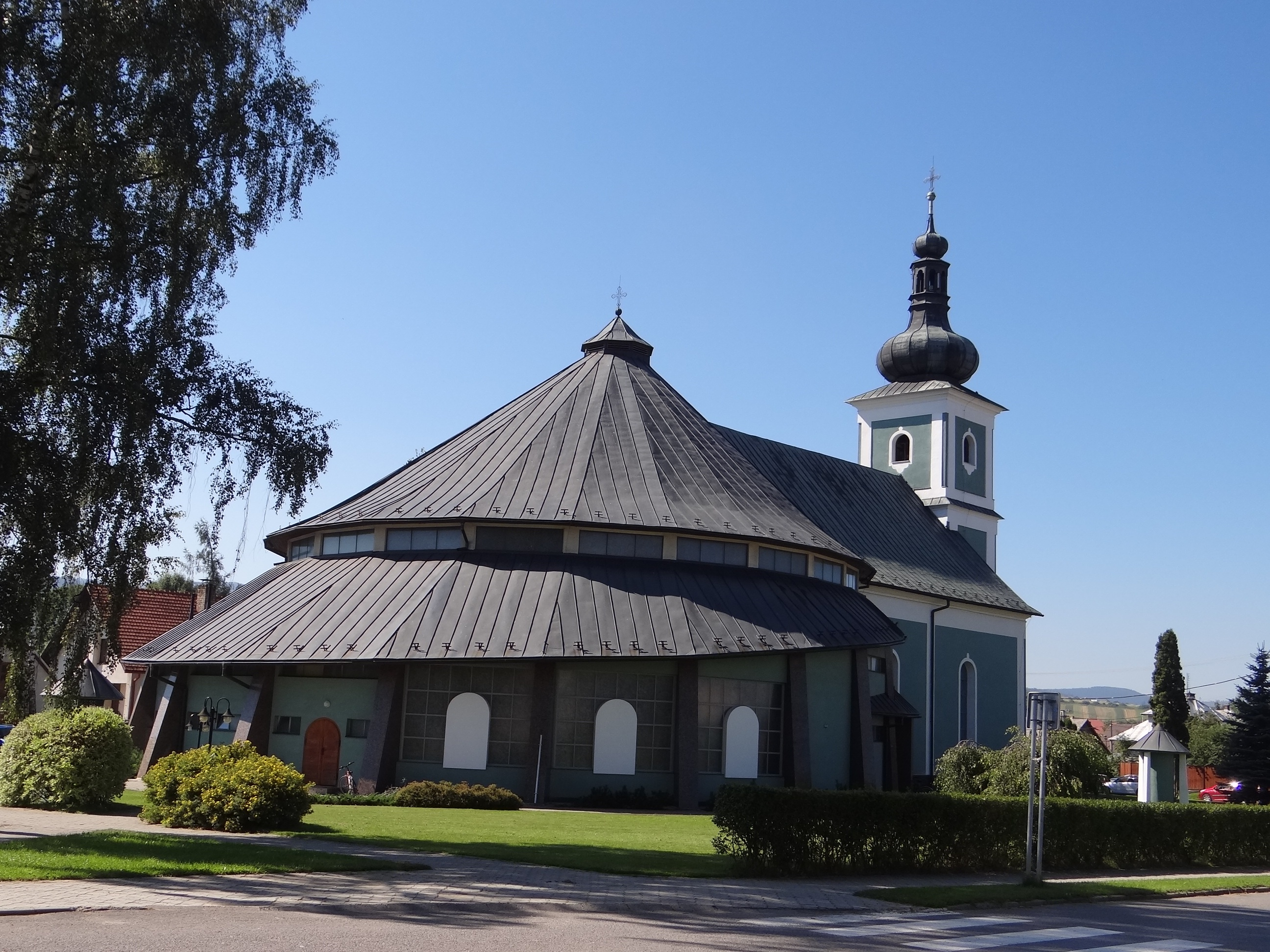
Blick auf die Kirche des Heiligen Erzengels Michael im Ort

## Lage
Sie liegt in der Oravská kotlina an der Oravica, zwischen der Stadt Trstená (5 km) und der polnischen Grenze (9 km per Straße).

## Geschichte
Der Ort wurde 1558 erstmals erwähnt, er wurde von Thurzos gegründet.
Die östlich gelegene Gemeinde Čimhová war von 1980 bis 1990 ein Teil der Gemeinde.

## Bevölkerung
| Jahr                | 1994 | 2004     | 2014     | 2024    |
| ------------------- | ---- | -------- | -------- | ------- |
| Anzahl der Personen | 2272 | 2588     | 2865     | 3118    |
| Unterschied         |      | +13,90 % | +10,70 % | +8,83 % |

| Jahr                | 2023 | 2024    |
| ------------------- | ---- | ------- |
| Anzahl der Personen | 3111 | 3118    |
| Unterschied         |      | +0,22 % |